# Mattino italiano
Mattino italiano (in russo Итальянское утро?, Ital'janskoe utro) è un dipinto del pittore russo di origine francese Karl Brjullov (1799-1852); che lavorò a Roma fino al 1835, come pittore di genere, ritrattista e pittore storico.  

## Descrizione
Questo dipinto è stato prodotto da Brjullov dopo il suo arrivo in Italia nel 1823. L'illuminazione del soggetto e il gioco d'ombre e luci svolgono un ruolo importante, di cui l'artista stesso scrive: 
(Karl Pavlovič Brjullov)
Il dipinto mostra una giovane donna che sta facendo la toeletta mattutina sotto i raggi del sole. Con quest'opera l'artista ha ricevuto recensioni entusiastiche da parte del pubblico italiano e si è fatto conoscere in Italia. La Società Imperiale russa per l'incoraggiamento delle Belle Arti, grazie alla quale l'artista ottenne una borsa di studio per studiare all'estero, ha offerto questo dipinto ad Aleksandra Fёdorovna di Russia, moglie dello Zar Nicola I. L'imperatore desiderava un altro dipinto che facesse coppia con "Mattino italiano", e Brjullov intraprese, nel 1827, la realizzazione di un altro dipinto intitolato "Mezzogiorno italiano". 

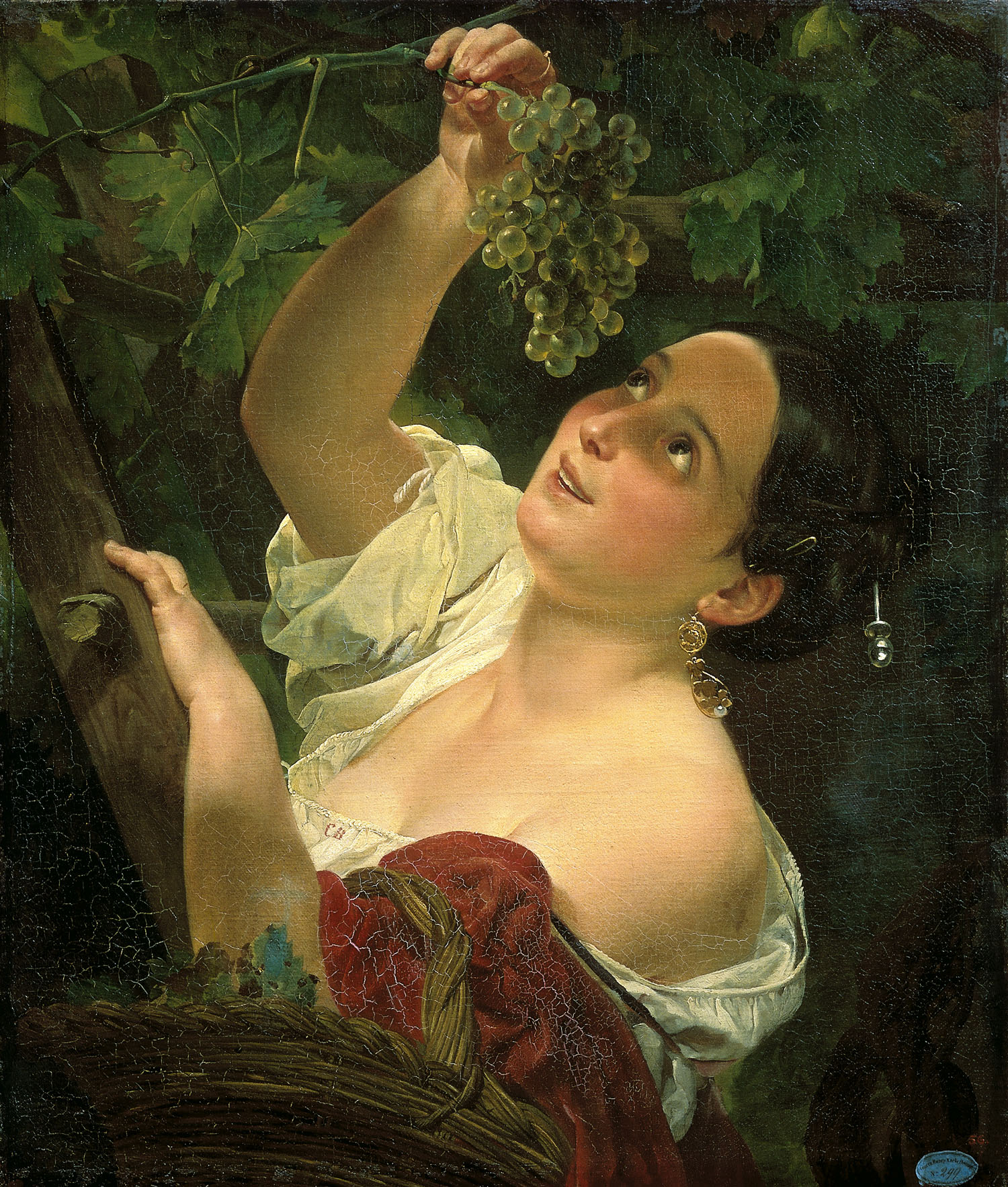
Mezzogiorno italiano, 1827, Brjullov, Museo russo

I ritratti realizzati da Brjullov negli anni 1820 rispecchiano appieno i canoni del Romanticismo. Più tardi, i suoi ritratti si evolveranno verso l'espressione della psicologia dei suoi personaggi, dando l'impressione di essere stati dipinti sul posto e sottolineando la personalità del soggetto  . Sebbene Brjullov si dedicasse maggiormente ad opere storiche, tra cui "L'ultimo giorno di Pompei"  che gli assicurò uno straordinario successo; i suoi ritratti intimi, a volte realizzati sotto l'influenza del pittore Jean-Auguste-Dominique Ingres, hanno qualità di seducente freschezza e sincerità  .    